# Список высших учебных заведений Алтайского края
В список высших учебных заведений Алтайского края включены образовательные учреждения высшего и высшего профессионального образования, находящиеся на территории Алтайского края и имеющие действующую лицензию на образовательную деятельность по состоянию на 30 июня 2025 года. На 2024 год в Алтайском крае действует 7 вузов и 10 филиалов с программами высшего образования.
Филиалы вузов, головные организации которых находятся в иных субъектах федерации, сгруппированы в отдельном списке. Порядок следования элементов списка — алфавитный.

## Список высших образовательных учреждений
| Название                                                                | Категория       | Год основания | Месторасположение | Число студентов бакалавриата, специалитета и магистратуры |
| ----------------------------------------------------------------------- | --------------- | ------------- | ----------------- | --------------------------------------------------------- |
| Алтайский государственный аграрный университет                          | государственный | 1943          | Барнаул           | 4073                                                      |
| Алтайский государственный институт культуры                             | государственный | 1974          | Барнаул           | 1778                                                      |
| Алтайский государственный медицинский университет                       | государственный | 1954          | Барнаул           | 6212                                                      |
| Алтайский государственный педагогический университет                    | государственный | 1933          | Барнаул           | 6993                                                      |
| Алтайский государственный технический университет имени И. И. Ползунова | государственный | 1942          | Барнаул           | 6761                                                      |
| Алтайский государственный университет                                   | государственный | 1973          | Барнаул           | 14787                                                     |
| Барнаульская духовная семинария                                         | частный         | 2006          | Барнаул           | 31                                                        |

## Список филиалов высших образовательных учреждений
| Название | Категория       | Год основания | Месторасположение | Месторасположение головной организации | Число студентов бакалавриата, специалитета и магистратуры |
| --- | --------------- | ------------- | ----------------- | -------------------------------------- | --------------------------------------------------------- |
| Алтайский институт труда и права (филиал Академии труда и социальных отношений)                                        | частный         | 1998          | Барнаул           | Москва                                 | 155                                                       |
| Алтайский институт экономики (филиал Санкт-Петербургского университета управления и экономики)                         | частный         | 1998          | Барнаул           | Санкт-Петербург                        | 483                                                       |
| Алтайский филиал Российской академии народного хозяйства и государственной службы при Президенте Российской Федерации  | государственный | 2001          | Барнаул           | Москва                                 | 3161                                                      |
| Алтайский филиал Финансового университета при Правительстве Российской Федерации                                       | государственный | 1965          | Барнаул           | Москва                                 | 780                                                       |
| Бийский технологический институт (филиал Алтайского государственного технического университета имени И. И. Ползунова)  | государственный | 1959          | Бийск             | Барнаул                                | 991                                                       |
| Бийский филиал имени В. М. Шукшина Алтайского государственного педагогического университета                            | государственный | 1939          | Бийск             | Барнаул                                | 3838                                                      |
| Рубцовский индустриальный институт (филиал Алтайского государственного технического университета имени И.И. Ползунова) | государственный | 1946          | Рубцовск          | Барнаул                                | 669                                                       |
| Рубцовский институт (филиал Алтайского государственного университета)                                                  | государственный | 1996          | Рубцовск          | Барнаул                                | 609                                                       |
| Филиал Алтайского государственного университета в г. Белокурихе                                                        | государственный | 1996          | Белокуриха        | Барнаул                                | 155                                                       |
| Филиал Алтайского государственного университета в г. Бийске                                                            | государственный | 2001          | Бийск             | Барнаул                                | 129                                                       |